# Irlands herrjuniorlandslag i ishockey
Irlands herrjuniorlandslag i ishockey representerar Irland i ishockey för herrjuniorer. Laget spelade sin första landskamp den 27 april 2001 i Luxemburg under kvalspelet till juniorvärldsmästerskapets Division III-grupp, och förlorade då med 0-10 mot Luxemburg.

### Fotnoter
1. ↑  ”Championnat du monde 2001 des moins de 20 ans”. Hockeyarvhives. 2000-2001. http://www.passionhockey.com/hockeyarchives/U-20_2001.htm. Läst 16 december 2013.